# 韋列索奇
51°18′57″N 31°47′9″E / 51.31583°N 31.78583°E
韋列索奇（烏克蘭語：Вересоч），是烏克蘭北部的村莊，隸屬切爾尼希夫州的切爾尼希夫區。該村處於韋列索奇河畔，始建於1654年，面積4.52平方公里，海拔高度118米，2001年人口1,121。